# Petr Pithart

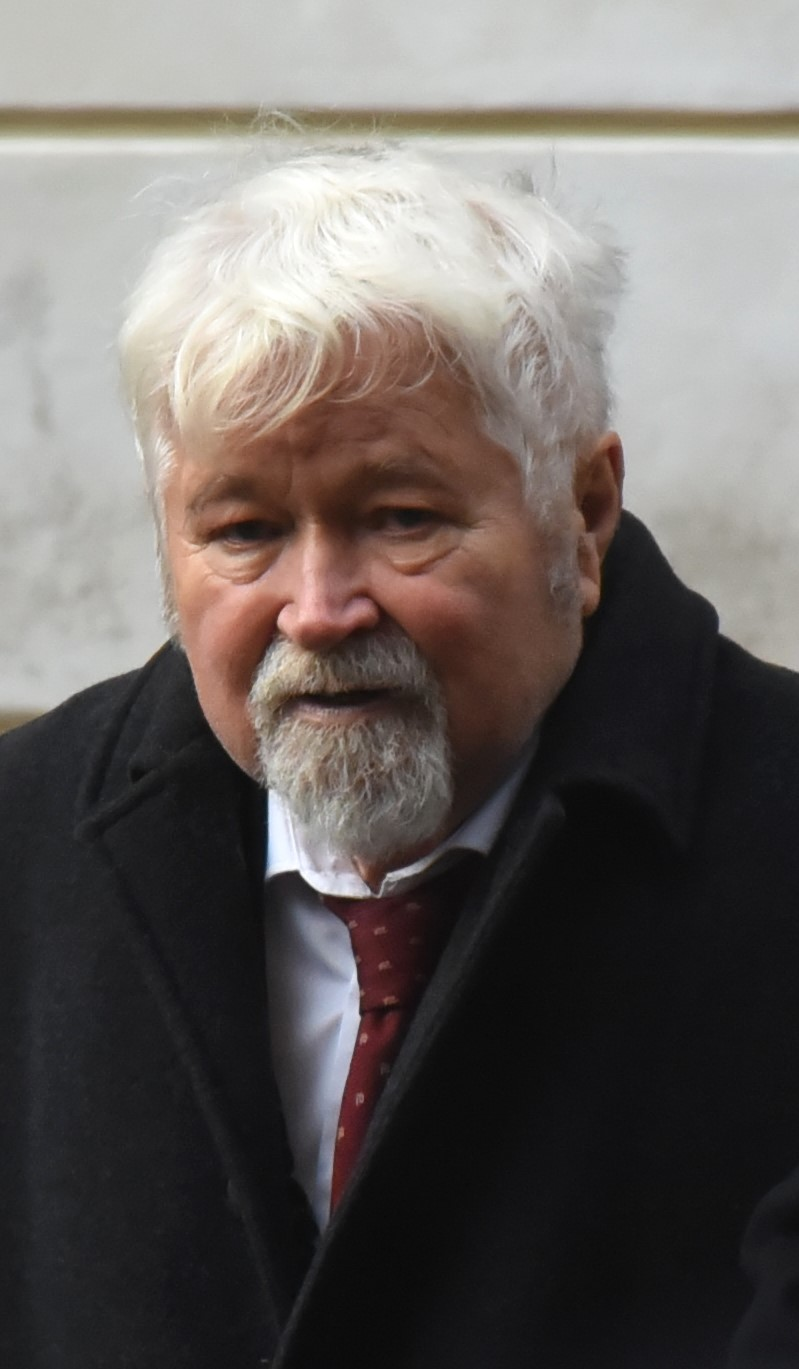
Petr Pithart (2023)

Petr Pithart (* 2. Januar 1941 in Kladno) ist ein tschechischer Politiker und Jurist. Während der Samtenen Revolution in der Tschechoslowakei war er 1989 Mitbegründer des Bürgerforums und von Februar 1990 bis Juli 1992 Premierminister der tschechischen Teilrepublik. Als Mitglied der KDU-ČSL gehörte er von 1996 bis 2012 dem tschechischen Senat an, 1996–1998 und 2000–2004 war er Präsident des Senats.

## Leben
Petr Pithart ist der Sohn des Juristen und Kommunisten Vilém Pithart (1911–1990), der während der deutschen Besatzung Widerstand leistete und im KZ inhaftiert war. Später war der Vater Diplomat und vertrat die Tschechoslowakei als Botschafter in Jugoslawien und Frankreich. Nach dem Abitur studierte Pithart an der Karls-Universität Prag Jura und promovierte dort 1962 zum Dr. jur. Anschließend war er bis 1970 wissenschaftlicher Assistent am Lehrstuhl für Staats- und Rechtstheorie der Karls-Universität. Außerdem war er ab 1966 Sekretär der interdisziplinären Kommission für Fragen der politischen Systeme in der Tschechoslowakischen Akademie der Wissenschaften sowie Redakteur der Wochenzeitung Literární noviny.
Seit 1960 Mitglied der Kommunistischen Partei der Tschechoslowakei (KSČ), engagierte er sich während des Prager Frühlings 1968 für das Ziel eines demokratischen Sozialismus. Nach der Niederschlagung des Prager Frühlings trat er aus der KSČ aus. Er verbrachte 1969 einen Studienaufenthalt am St Antony’s College der Universität Oxford, das er jedoch wegen Androhung eines Rückkehrverbots in die Tschechoslowakei nach drei Monaten abbrechen musste. Nach seiner Entlassung von der Karls-Universität arbeitete er als Pumper bei den Wasserwerken Südböhmen, dann von 1973 bis 1977 als Unternehmensjurist der Direktion für Arbeitsstättenbau in Prag. Parallel publizierte er Aufsätze als Samizdat (inoffiziell vervielfältigte Schriften). Er war Unterzeichner der Charta 77 und verlor daraufhin wieder seine Anstellung. In der Folgezeit arbeitete er als Nachtwächter, Gärtner und Verpackungsleiter sowie parallel als Redakteur der Lidové noviny, die als Samizdat im Untergrund erschienen.
Während der Samtenen Revolution im Herbst 1989 (Pithart selbst lehnte die Bezeichnung „Revolution“ für den Umbruch ab) war er Mitbegründer des Občanské fórum (Bürgerforums). Vom 6. Februar 1990 bis 2. Juli 1992 war er Premierminister der Tschechischen Republik (seinerzeit einer der beiden Teilstaaten der Tschechischen und Slowakischen Föderativen Republik, ČSFR). Bei der ersten freien Wahl im Juni 1990 wurde Pithart für das Bürgerforum in den Tschechischen Nationalrat gewählt. Mit den slowakischen Premierministern Milan Čič, Vladimír Mečiar und Ján Čarnogurský verhandelte Pithart über eine Neuaufteilung der Kompetenzen zwischen der Föderalregierung und den beiden Teilstaaten. Dabei hielt Pithart am Fortbestehen der tschechoslowakischen Föderation fest. 
Nach der Spaltung des Bürgerforums im Frühjahr 1991 gehörte Pithart der Občanské hnutí (Bürgerbewegung) an. Diese scheiterte bei den Wahlen im Juni 1990 an der Fünf-Prozent-Hürde. Daraufhin löste Václav Klaus von der siegreichen ODS (entstanden aus dem konservativen Flügel des Bürgerforums) Pithart als tschechischer Regierungschef ab. Nach der Auflösung der Tschechoslowakei war er 1993 Präsidiumsmitglied der in Svobodní demokraté (Freie Demokraten) umbenannten Bürgerbewegung. Von 1992 bis 1994 war Pithart als Senior Research Fellow an der Central European University tätig. 1994 nahm er wieder seine Lehrtätigkeit als Dozent an der Juristischen Fakultät der Prager Universität auf. Daneben war er von 1994 bis 1996 Chefredakteur der Politik- und Kulturzeitschrift Přítomnost.
Für die christdemokratische KDU-ČSL wurde er 1996 in den Senat des tschechischen Parlaments gewählt, dem er drei Amtszeiten bis 2012 angehörte. Vom 18. Dezember 1996 bis zum 16. Dezember 1998 und erneut vom 19. Dezember 2000 bis zum 15. Dezember 2004 war Pithart Präsident des Senats. Nominiert von der bürgerlichen „Viererkoalition“ aus KDU-ČSL, ODA, Unie svobody und DEU, kandidierte Pithart im Januar 2003 für das Amt des Staatspräsidenten. Nachdem er in drei Wahlgängen hinter Václav Klaus (ODS) auf den zweiten Platz kam, aber keiner der beiden Kandidaten die erforderliche Mehrheit erhielt, zog sich Pithart zurück. Von Dezember 2004 bis November 2008 war er 1. Vizepräsident des Senats.

## Auszeichnungen
- Großes Goldenes Ehrenzeichen am Bande für Verdienste um die Republik Österreich[4] (2004)
- Komtur mit Stern des Verdienstordens der Republik Polen (2004)
- Offizier der Ehrenlegion (2004)
- Großes Verdienstkreuz mit Stern und Schulterband (2008)
- Kunstpreis zur deutsch-tschechischen Verständigung (2010)
- Adalbert Preis (2013)
- Orden des Weißen Löwen (2023)